# Goddy Leye
Goddy Leye (Mbouda, 24 novembre 1965 – Bonendale, 19 febbraio 2011) è stato un artista e intellettuale camerunese.
Le sue opere sono video, installazioni, interventi concettuali e contributi teorici. È il fondatore del centro d'arte ArtBakery a Bonendale ed è curatore e promotore di progetti site-specific e iniziative internazionali. Il suo ruolo è centrale sia nella scena artistica camerunese, che africana e internazionale.

## Vita e carriera
Goddy Leye (vero nome Kadlo Goldfned) nasce il 24 novembre 1965 a Mbouda in Camerun. Si diploma in un liceo bilingue nel 1989 e studia letteratura africana e filologia all'Università di Yaoundé tra il 1986 e il 1991; nel 1990 prende una maitrise en lettres in letteratura africana . 
La sua formazione di artista comincia nel 1987 quando comincia a frequentare lo studio dell'artista e storico dell'arte Pascal Kenfack a Yaoundé fino al 1992. Si specializza successivamente nel 1994 all'Istituto national di arte di Bamako, nel 1997 al ZKM Karlsruhe Centre for Art and Media in Germania, nel 1999 al 18th Street Arts Complex di Santa Monica in California e tra il 2000 e il 2002 alla Rijksakademie van Beeldende Kunsten di Amsterdam. In Olanda è cofondatore e membro del Rijksakedmie International Network (RAIN), un network di artisti che sostengono la produzione culturale contemporanea nei loro paesi di origine. Proprio per questo interesse nel sostenere l'arte in Camerun, Goddy Leye nel 2002 torna a vivere a Douala per avviare a Bonendale il centro ArtBakery, dedicato in particolare a facilitare la formazione e lo scambio di conoscenze tra artisti e a sostenere la produzione di installazioni, arte video e digitale.
Nel 2002 è il curatore del progetto Bessengue City, un workshop e una serie di interventi d'arte realizzati nel quartiere di Bessengue a Douala che coinvolgono lo stesso Goddy Leye, James Beckett, Hartanto, Jesus Palomino e la comunità locale. Nel 2006 promuove e partecipa a Exit Tour. Nel 2007 contribuisce all'Ars & Urbis Workshop organizzato a Douala e promosso da doual'art in preparazione di SUD-Salon Urbain de Douala ed è in residenza presso la Fondazione Blachère di Apt. Nel 2008 partecipa ad una residenza d'arte nello spazio culturale Gasworks di Londra; nel 2009 partecipa al progetto Image Art After dialogando con Florence Ayisi e al Cairo Residency Symposium.
Il lavoro di Goddy Leye è premiato da UNESCO, Fondazione Rockefeller e dal Ministero Olandese degli Affari Esteri. Come artista e intellettuale è coinvolto in numerosi comitati di esperti; fa parte del gruppo di ideazione e riflessione dell'Africa Centre di Cape Town ed è un ambasciatore di CAN Creative Africa Network.

## Opere
Goddy Leye comincia a lavorare come artista nel 1992.
Il suo lavoro si concentra sui temi della memoria, del postcolonialismo africano e sulla costruzione e l'oblio della storia. In particolare l'artista si concentra sulla produzione opere multimediali, video e video installazioni. Con il tempo il suo lavoro artistico si arricchisce di un sempre più intenso coinvolgimento in iniziative e progetti sia in Camerun che a livello internazionale. Contribuisce a pubblicazioni, organizza interventi site-specific e fonda il centro ArtBakery che – oltre ad offrire strumenti e un'infrastruttura ad artisti che sono in particolare interessati a produzioni multimediali – si caratterizza per un'intensa attività di formazione. Goddy Leye è un punto di riferimento per gli artisti camerunesi della sua generazione e più giovani.
L'attenzione per i modi in cui la storia e il sapere sono trasmessi è al centro della sua riflessione, che si esprime attraverso le opere d'arte, la scrittura e la sua attiva partecipazione a conferenze e gruppi di riflessione. Il contributo teorico di Goddy Leye si concentra inoltre sulla struttura delle istituzioni culturali, il funzionamento dei network, la produzione artistica e culturale e le trasformazioni urbane.

### Video e installazioni
- Na Lingi Yo, 2007[12].
- Sankofa River, 1997[12].
- We Are the World, video, 2006[13].
- Elections, UCA project, 2007[12].
- Honey Moon[12].
- Avis sur Visage, video installazione, 2007[12].
- The Beautiful Beast, video installazione[14].
- Stickers and Wall, Alexandria, Egypt, 2004[12].
- Dancing With the Moon, video installation, 2003[12].
- Reel Location, video, 2002. Una borsa di farina si rovescia su un pavimento che sembra la mappa di una città. Delle voci in sottofondo discutono del processo di produrre un'immagine che funzioni. Dei sottotitoli rivelano una conversazione tra due persone che dibattono sul rovesciare la borsa di farina o produrre un'immagine. Si vede solo un'esplosione sulla città[15]
- The Walking Mirror, video, 2001. La storia di un uomo che cammina e attraversa delle strade trasportando uno specchio. Le riprese sono realizzate a Yaoundé; il montaggio ad Amsterdam. Video presentato all'interno di Videoformes 2002 (Clermont Ferrant, 2002) Shedalle (Zurich, 2002), Oberhausen Festival of Short Films (Oberhausen, 2002; il trailer del festival del 2003 è prodotto con estratti di questo video) e Arles[16].
- Visa-je, video installation, 2000[12].
- The Voice of the Moon, video installazione[17].

### Contributi teorici e curatele
Contribuisce a pubblicazioni e riviste tra le quali Chimurenga. Partecipa attivamente alla nascita della rivista DiARTgonale fondata dall'artista Achilleka. 
È il fondatore e direttore del centro d'arte ArtBakery, avviato nel 2002. È curatore del progetto Bessengue City organizzato nel quartiere di Bessengue a Douala nel 2002 ed è promotore nel 2006 di Exit Tour.

### Esposizioni personali
- Fiction ou realite?, Fri'Art, Fribourg, 2003 * Dancing with the Moon, doual'art, Douala, 2003 * Goddy Leye, Icba Gallery, Salvador de Bahia, 2001
- Sankofa Blues, doual'art, Douala, 2000
- Sankofa Blues, Goethe institute, Yaoundé, 1999
- Behind the Scenes, Electronic Cafe International, Santa Monica, the USA/on Internet, 1999
- Sankofa River, doual'art, Douala, 1999
- Sankofa, Centro culturale francese di Douala, Douala, 1999
- Sankofa Video, Goethe institute, Yaoundé, 1999
- Fouilles Sauvages, doual'art, Douala, 1996
- Bois Sacré, Goethe institute, Yaoundé, 1995
- Bois Sacré, Ifa, 1995

### Esposizioni collettive
Le opere di Goddy Leye sono state presentate all'interno di numerosi festival ed esposizioni internazionali.
- Breaking News. Contemporary Photography from the Middle East and Africa, Ex Ospedale Sant'Agostino, Modena, 2010
- SUD PARIS, Maison Revue Noire, Parigi, 2010[19]
- Cameroonian Touch.2 - Espace doual´art, Douala, 2010
- This is now 2 - L'appartement 22, Rabat, 2009
- Africa Remix, Johannesburg Art Gallery, Johannesburg, 2007
- Ba Mama, Galerie Mam, Douala, 2007
- Contemporary Vision, The World Bank, Yaoundé, 2007
- Africa Remix, Centre Pompidou, Paris, 2006
- Exit Tour, Douala, Cotonou, Lomé, Accra, Ouagadougou, Bamako, Dakar, 2006[20]
- New, Netwerk galerij, Aalst, 2003 * Unesco laureates, 18th street arts complex, Santa monica, 2003 * Post-border land, SBK, Amsterdam, 2003 * Nuits métis, la Ciota, 2003
- Electromediascope, The Nelson Atkins Museum of Art, Kansas City, 2002
- Slow, Shedhalle, Zurich, 2002
- Rendez-vous at Xiamen, Chinese European Art centre, Xiamen, 2002
- Nuits métis, la Ciota, 2002
- Videoformes 2002, Clermont Ferrant, 2002. Presentazione del video The Walking Mirror.
- Right 2 fight, Sarah Lawrence College, New York, 2002
- Sao Paulo Biennial (Blick Weshel), Sao Paulo, 2002
- Playtime, Johannesburg, 2002
- Bili Bidjocka/Goddy Leye, Espace Doual'art, Douala, 2001
- BlickWeschel, IFA, Berlin, 2001
- Lucarne, Goethe-Institut, Yaounde, 2001
- BlickWischel, Bonn, Stuttgart, 2000
- Total Global, Museum fur Gegenwartskunst, Bale, 2000 * Havana Biennial, Havana, 2000
- Dak'Art 2000, Biennale de l'Art contemporain africain, Dakar, 2000
- South Meets West, Berne, 2000
- Boulev'Art, Cotonou, 2000
- Sept des cents derniers jours, Espace Doual'art, Douala, 2000
- Lille 2000, Lille, 2000
- South Meets West, Accra, 1999
- Dream, Espace Doual'art, Douala, 1999
- Triennale der kleineplastik, Stuttgart, 1998
- Dak'art 98, Biennale di Dakar, Dakar, 1998
- Fenac 98 Festival national de l'Art et de la Culture, Ebolowa, 1998
- L'Art entre Tradition et Globalisation, Goethe-Institut, Yaoundé, 1997
- Le Kwatt, Espace Doual'art, Douala, 1997
- Babil2, Espace Doual'art, Douala, 1997
- Resource Art Cameroon, Goethe-Institute, Yaoundé, 1996
- Cameroon Art, Galeria Arte Mondo, Sarrano, 1996
- Africa Unite, Galerie Africréa, Yaoundé, 1996
- Nouvelles Tendances de la Peinture camerounaise, Galerie Africréa, Yaoundé, 1996
- Babil, Goethe-Institute, Yaoundé, 1995
- Taxi-couleurs, ERBA Ecole régionale des Beaux-Arts, Angers, 1995
- Fenac 94, Douala, 1994
- Taxi-Couleurs, CCF-INA, Bamako, 1994
- Festac 88 National Festival of Arts and Culture, Douala, 1988